# Paul Hanley
Paul Jason Hanley (n. 12 de noviembre de 1977) es un extenista profesional australiano que se ha destacado jugando en la especialidad de dobles

## Torneos de Grand Slam

### Dobles mixto

#### Finalista (2)
| Año  | Torneo               | Pareja             | Oponentes en la final            | Resultado        |
| 2005 | Wimbledon            | Tatiana Perebiynis | Mary Pierce Mahesh Bhupathi      | 4-6, 2-6         |
| 2011 | Abierto de Australia | Chan Yung-jan      | Katarina Srebotnik Daniel Nestor | 3–6, 6–3, [7–10] |

## Títulos (25; 0+25)

### Dobles (26)
| Leyenda                |
| Grand Slam (0)         |
| Tennis Masters Cup (0) |
| ATP Masters Series (3) |
| ATP Tour (23)          |

| N.º | Fecha                    | Torneo               | Superficie    | Pareja          | Oponentes en la final           | Resultado        |
| --- | ------------------------ | -------------------- | ------------- | --------------- | ------------------------------- | ---------------- |
| 1.  | 23 de julio de 2001      | Sopot                | Tierra batida | Nathan Healey   | Irakli Labadze Attila Savolt    | 7-6(10) 6-2      |
| 2.  | 6 de enero de 2003       | Sídney               | Dura          | Nathan Healey   | Mahesh Bhupathi Joshua Eagle    | 7-6(3) 6-4       |
| 3.  | 17 de febrero de 2003    | Róterdam             | Dura          | Wayne Arthurs   | Roger Federer Max Mirnyi        | 7-6(4) 6-2       |
| 4.  | 5 de mayo de 2003        | Roma TMS             | Tierra batida | Wayne Arthurs   | Michael Llodra Fabrice Santoro  | 6-1 6-3          |
| 5.  | 22 de septiembre de 2003 | Shanghái             | Dura          | Wayne Arthurs   | Shao Xuan Zeng Ben-Qiang Zhu    | 6-2 6-4          |
| 6.  | 27 de octubre de 2003    | París TMS            | Moqueta       | Wayne Arthurs   | Michael Llodra Fabrice Santoro  | 6-3 1-6 6-3      |
| 7.  | 16 de febrero de 2004    | Róterdam             | Dura          | Radek Štěpánek  | Jonathan Erlich Andy Ram        | 5-7 7-6(5) 7-5   |
| 8.  | 14 de junio de 2004      | Nottingham           | Césped        | Todd Woodbridge | Rick Leach Brian MacPhie        | 6-4 6-3          |
| 9.  | 7 de febrero de 2005     | San José             | Dura          | Wayne Arthurs   | Yves Allegro Michael Kohlmann   | 7-6(4) 6-4       |
| 10. | 16 de mayo de 2005       | Sankt Pöelten        | Tierra batida | Lucas Arnold    | Martin Damm Mariano Hood        | 6-3 6-4          |
| 11. | 18 de julio de 2005      | Indianápolis         | Dura          | Graydon Oliver  | Simon Aspelin Todd Perry        | 6-2 3-1 abandono |
| 12. | 26 de septiembre de 2005 | Bangkok              | Dura          | Leander Paes    | Jonathan Erlich Andy Ram        | 5-6(5) 6-1 6-2   |
| 13. | 10 de octubre de 2005    | Estocolmo            | Dura          | Wayne Arthurs   | Leander Paes Nenad Zimonjić     | 5-3 5-3          |
| 14. | 20 de febrero de 2006    | Róterdam             | Dura          | Kevin Ullyett   | Jonathan Erlich Andy Ram        | 7-6(4) 7-6(2)    |
| 15. | 27 de febrero de 2006    | Dubái                | Dura          | Kevin Ullyett   | Mark Knowles Daniel Nestor      | 1-6 6-2 10-1     |
| 16. | 15 de mayo de 2006       | Hamburgo TMS         | Tierra batida | Kevin Ullyett   | Mark Knowles Daniel Nestor      | 6-2 7-6(10)      |
| 17. | 22 de mayo de 2006       | Pörtschach           | Tierra batida | Jim Thomas      | Oliver Marach Cyril Suk         | 6-3 4-6 10-5     |
| 18. | 12 de junio de 2006      | Londres/Queen's Club | Césped        | Kevin Ullyett   | Jonas Björkman Max Mirnyi       | 6-4 3-6 10-8     |
| 19. | 9 de octubre de 2006     | Estocolmo            | Dura          | Kevin Ullyett   | Olivier Rochus Kristof Vliegen  | 7-6(2) 6-4       |
| 20. | 8 de enero de 2007       | Sídney               | Dura          | Kevin Ullyett   | Mark Knowles Daniel Nestor      | 6-4 6-7(3) 10-6  |
| 21. | 1 de marzo de 2008       | Zagreb               | Moqueta       | Jordan Kerr     | Christopher Kas Rogier Wassen   | 6-3 3-6 10-8     |
| 22. | 20 de julio de 2009      | Hamburgo             | Tierra batida | Simon Aspelin   | Marcelo Melo Filip Polášek      | 6-3 6-3          |
| 23. | 27 de febrero de 2010    | Dubái                | Dura          | Simon Aspelin   | Lukas Dlouhy Leander Paes       | 6-2 6-3          |
| 24. | 8 de enero de 2011       | Brisbane             | Dura          | Lukáš Dlouhý    | Robert Lindstedt Horia Tecau    | 6-4 y retiro     |
| 25. | 15 de enero de 2011      | Sídney               | Dura          | Lukáš Dlouhý    | Bob Bryan Mike Bryan            | 6–4, 7–6(6)      |
| 26. | 15 de abril de 2012      | Casablanca           | Tierra batida | Dustin Brown    | Daniele Bracciali Fabio Fognini | 7–5, 6–3         |

### Finalista en dobles (torneos destacados)
- 2003: Cincinnati TMS (con Wayne Arthurs)
- 2004: Roma TMS (con Wayne Arthurs)
- 2005: Indian Wells TMS (con Wayne Arthurs)
- 2006: Toronto TMS (con Kevin Ullyett)
- 2007: Hamburgo TMS (con Kevin Ullyett)
- 2007: Montreal TMS (con Kevin Ullyett)